# Trò chơi sòng phẳng
Trò chơi sòng phẳng (tựa gốc tiếng Anh: Fair Game) là phim điện ảnh chính trị tiểu sử chính kịch Mỹ năm 2010 do Doug Liman đạo diễn, với sự tham gia của Naomi Watts và Sean Penn. Phim dựa trên cuốn hồi ký Fair Game của Valerie Plame và cuốn hồi ký The Politics of Truth của Joseph C. Wilson. Phim khởi chiếu tại Việt Nam vào ngày 25 tháng 2 năm 2011.

## Nội dung
Valerie Plame được Cơ quan Tình báo Trung ương (CIA) tuyển dụng, một điều mà không ai bên ngoài cơ quan biết ngoại trừ chồng và bố mẹ cô. Cô là một sĩ quan tình báo tham gia vào một số chiến dịch bí mật nhạy cảm và đôi khi nguy hiểm ở nước ngoài.
Chồng của Plame, Joseph C. Wilson, là một nhà ngoại giao gần đây nhất đã từng là đại sứ Hoa Kỳ tại Gabon. Do có lý lịch ngoại giao trước đó ở Niger, Wilson được các đồng nghiệp CIA của Plame cử đến đó và thu thập thông tin về việc liệu uranium bánh vàng có được Iraq mua để sử dụng trong việc chế tạo vũ khí hạt nhân hay không. Wilson tự mình xác nhận rằng không phải vậy.
Sau khi hành động quân sự vào Iraq được thực hiện bởi George W. Bush, người biện minh cho hành động này trong bài phát biểu liên bang năm 2003 bằng cách ám chỉ đến việc sử dụng uranium để chế tạo vũ khí hủy diệt hàng loạt, Wilson đã gửi một bài xã luận cho tờ The New York Times, tuyên bố những báo cáo này hoàn toàn sai sự thật.
Thân phận điệp viên CIA của Plame sau đó bị tiết lộ trên phương tiện truyền thông, vụ rò rỉ có thể đến từ các quan chức Nhà Trắng, bao gồm cả chánh văn phòng của phó tổng thống và cố vấn an ninh quốc gia, Scooter Libby, một phần là để làm mất uy tín lời cáo buộc của chồng cô rằng chính quyền Bush đã thao túng tình báo để biện minh cho cuộc xâm lược Iraq. Kết quả là Plame ngay lập tức bị sa thải khỏi cơ quan, khiến một số chiến dịch của cô bị đình trệ và tạo ra rạn nứt trong cuộc hôn nhân của cô.
Plame rời bỏ chồng mình, càng tức giận hơn vì anh ta nhận lời phỏng vấn trên truyền hình và báo chí, khiến cả hai vợ chồng đều bị công chúng lên án và đe dọa giết hại. Tuy nhiên, cuối cùng Wilson đã thuyết phục được cô rằng những công dân như vợ chồng họ không có cách nào khác để chống lại một thế lực lớn như Nhà Trắng. Plame làm hòa với chồng và ra làm chứng trước một ủy ban của Quốc hội, trong khi Libby bị kết tội bội ước và cản trở công lý và bị tuyên án tù 30 tháng, mặc dù Tổng thống Bush đã giảm án tù thay mặt cho Libby.